# Schleusentreppe Arzviller

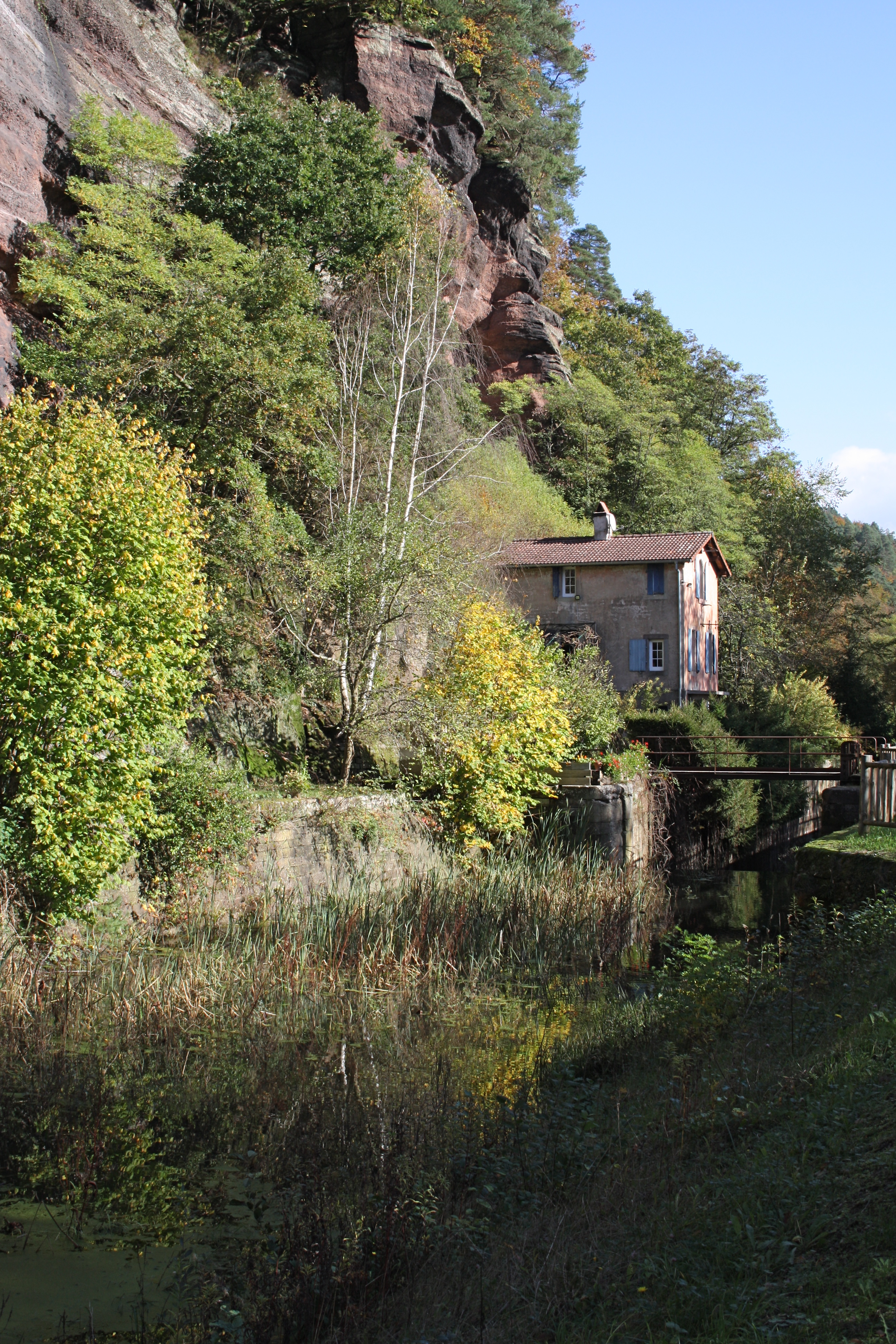
Schleuse 9 der Schleusentreppe Arzviller

Die Schleusentreppe Arzviller ist Teil des Canal de la Marne au Rhin (Rhein-Marne-Kanals) im Département Moselle in Lothringen. In den 1960er Jahren wurde sie durch das nahegelegene Schiffshebewerk (Schrägaufzug) Plan incliné de Saint-Louis/Arzviller ersetzt. Die Anlage ist weitgehend erhalten.

## Lage
Die Schleusentreppe beginnt am östlichen Ortsrand von Arzviller, wo der neue Kanal abzweigt und am südlichen Hang des schmalen Teigelbachtals zum Schiffshebewerk führt. Die Schleusentreppe windet sich am Nordhang hinunter und erreicht bei Hofmuehle den Talboden der Zorn.

## Geschichte

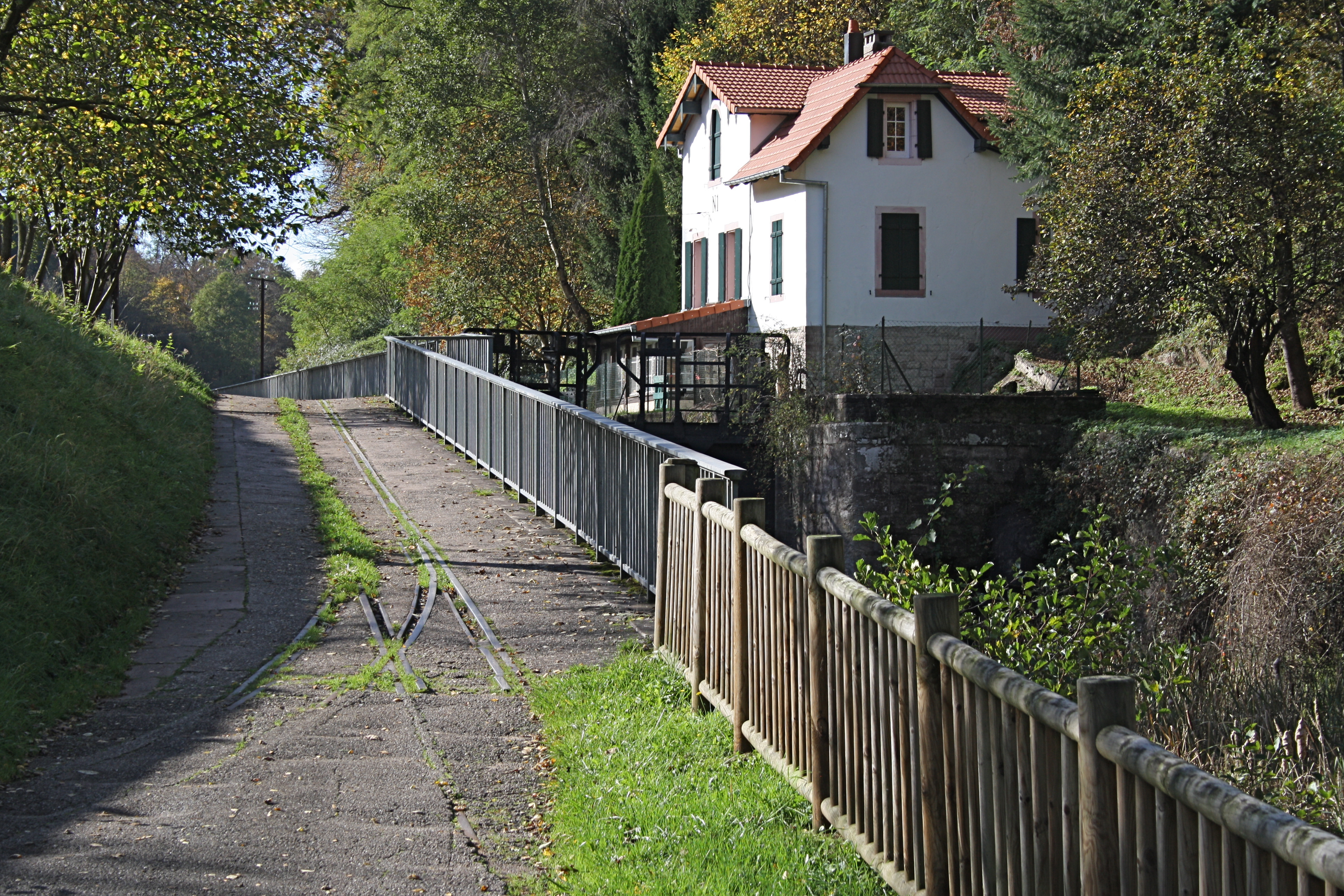
Schleuse 1 und Gleis der Treidelbahn

Mit dem Bau des Canal de la Marne au Rhin wurde 1838 begonnen. Die Arbeiten am Hang des schmalen Tals gestalteten sich schwierig, stellenweise musste auf der Hangseite in den Sandstein gegraben, zum Bach hin hingegen gemauert werden. An mehreren Stellen musste der Kanalboden, um der Dichtigkeit willen, aus Beton gegossen werden. Von 1844 bis 1846 wurden die Arbeiten infolge des Baus der Bahnstrecke Paris–Strasbourg unterbrochen, von 1848 bis 1851 ruhte die Baustelle erneut. 
Am 7. September 1853 wurde erstmals Wasser eingelassen. In den Zwischenabschnitten 9 und 13 traten Dichtigkeitsprobleme auf, die aber rasch beseitigt werden konnten. Am 22. September 1853 wurde die Schleusentreppe in Betrieb genommen. Im Oktober und November jenes Jahres gab es Brüche in den Abschnitten 9 und 10, was zu regelmäßigen Kontrollen dieser Stellen zwang.
Nach dem Deutsch-Französischen Krieg kam dieser Abschnitt des Kanals zum Deutschen Reich. Die deutsche Regierung setzte den Umbau des Kanals entsprechend den Freycinet-Maßen fort, um die französischen Märkte nicht zu verlieren.
In einer Vorstudie wurde 1921 zunächst festgestellt, dass im schmalen Tal des Teigelbachs kaum die Möglichkeit für die Erweiterung der Anlage bestand. Mögliche alternative Trassen hätten jedoch einen hohen Anteil an Kunstbauten, insbesondere Tunnel und Kanalbrücken, erfordert. Der letztlich gefasste Beschluss, doch die alte Anlage grundlegend umzubauen, wurde nicht umgesetzt. 
Bis Anfang des 20. Jahrhunderts wurden die Lastkähne von zwei bis vier Pferden oder Maultieren gezogen, dann setzte sich das elektrische Treideln durch. Auf der talseitigen Seite der Schleusentreppe lassen sich noch Gleisreste und Schuppen der Treidellokomotiven ausmachen. Ab 1933 setzten sich selbstfahrende Schiffe durch.
Die Schleusenwärter wohnten unmittelbar an den Schleusen. Neben dem Schleusen der Schiffe oblag ihnen die Überwachung der Funktionsfähigkeit und der Sicherheit sowie die Unterhaltung der Schleusenkammern, der mechanischen Anlagen und der Deiche. Die Arbeitszeit betrug, an sieben Tagen in der Woche, mehr als elf Stunden am Tag. Im Winter wurde die Kanaltreppe für Instandsetzungsarbeiten geleert.
Das Durchfahren der Schleusentreppe nahm einen ganzen Tag in Anspruch. Zudem brauchte das System viel Wasser, was in trockenen Sommern zu Problemen führte. 1969 wurde die Anlage deshalb durch das nahegelegene Schiffshebewerk Saint-Louis/Arzviller ersetzt. Zwischen dem Tunnel Arzviller und der Schleuse 1 zweigt der neue Kanal zum Plan incliné aus der Scheitelhaltung ab, die Zusammenführung liegt vor der Schleuse 18 im Tal der Zorn.

## Beschreibung

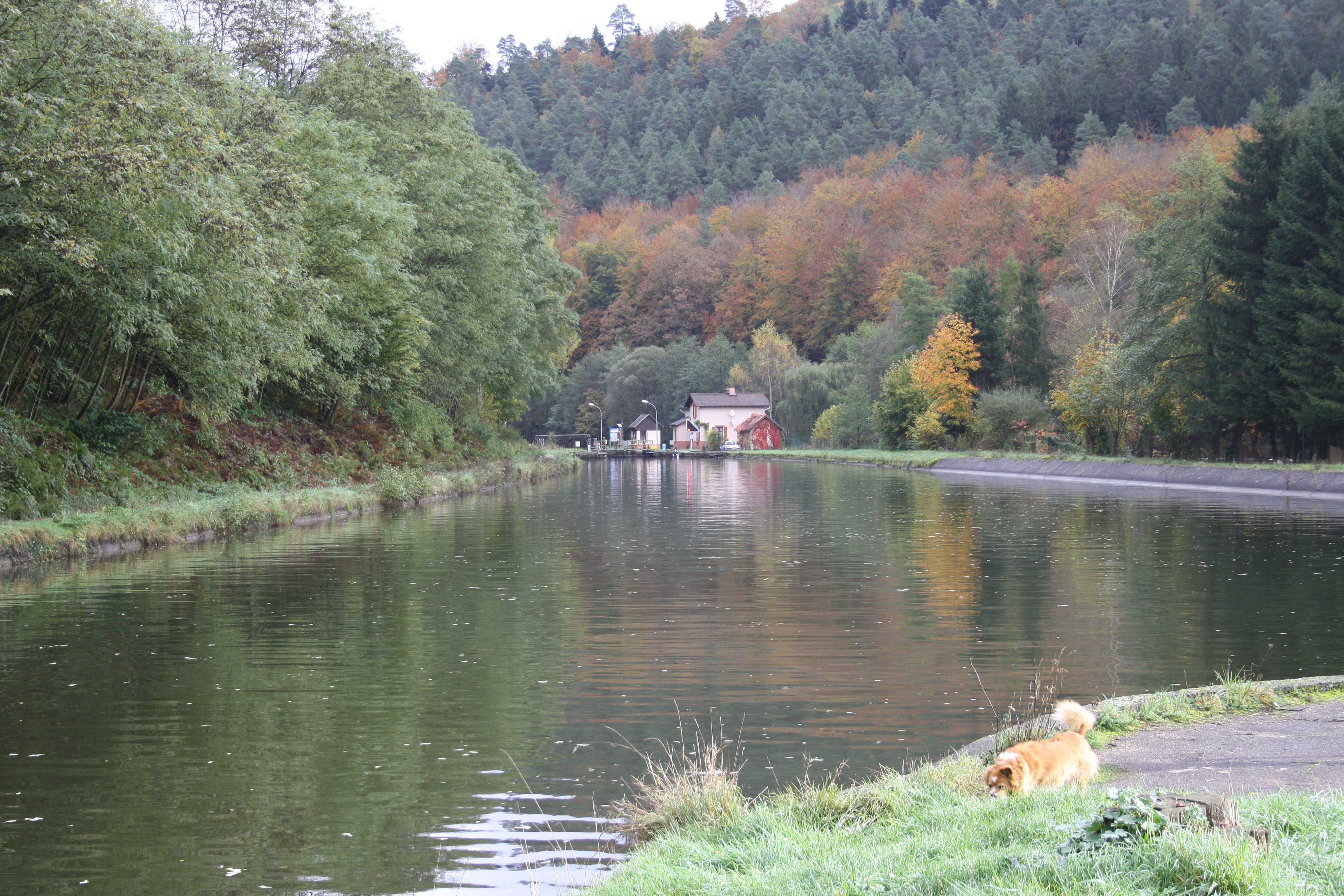
Zusammenführung von altem (links) und neuem Kanal bei Hofmuehle, im Hintergrund Schleuse 18

Zwischen Arzviller und dem Tal der Zorn wurde mittels einer Reihe von 18 Schleusen auf einer Länge von 4 Kilometer ein Höhenunterschied von 44,55 Meter bewältigt. Die Höhendifferenz je Schleuse beträgt 2,60 Meter. Die unterste Schleuse Nr. 18 auf einer Höhe von 221,73 Meter (Pegel Marseille) ist nach wie vor in Betrieb.
Zunächst war jede Schleusenkammer 33,85 Meter lang, 5,20 Meter breit und 1,60 Meter tief. Ab 1879 wurde der Kanal an die einheitlichen Freycinet-Maße angepasst: durch eine Verlängerung bergwärts erhielten die Schleusen eine Nutzlänge von 38,50 Metern, das Fahrwasser wurde zunächst auf 2,00 Meter, 1895 auf 2,20 Meter vertieft.
Die in annähernd identischen Abständen angelegten Schleusen sind von oben nach unten fortlaufend durchnummeriert (Nummern 1 bis 18). Sie sind im Durchschnitt etwa 180 Meter voneinander entfernt, der kürzeste Zwischenabschnitt liegt mit 45,10 Meter zwischen den Schleusen 2 und 3. Die Zwischenabschnitte (biefs) tragen die Nummer der jeweils hangabwärts folgenden Schleuse. Die Kurvenradien der gewundenen Anlage liegen zwischen 60 und 200 Meter.
Zum Vorhalten von Wasser ist der Kanal an drei Stellen, an denen er von Seitengewässern gespeist wird, zu Haltungsbecken erweitert. Im überwiegenden Teil führt die Schleusentreppe nach wie vor Wasser, lediglich der untere Bereich ist teilweise trockengelegt.
Bei Schleuse 14 wird die parallel verlaufende Bahnstrecke Paris–Strasbourg unterquert. Der alte Treidelpfad ist überwiegend asphaltiert und wird seit 2007 weitgehend als Fuß- und Fahrradweg genutzt. Zwischen den Schleusen 15 und 16 führt er aufgeständert durch den Kanal.
Zu jeder Schleuse gehört ein Schleusenwärterhaus, von denen die überwiegende Zahl noch vorhanden ist. Besonders im oberen Teil der Anlage werden sie heute als Wohnhäuser genutzt.

## Galerie

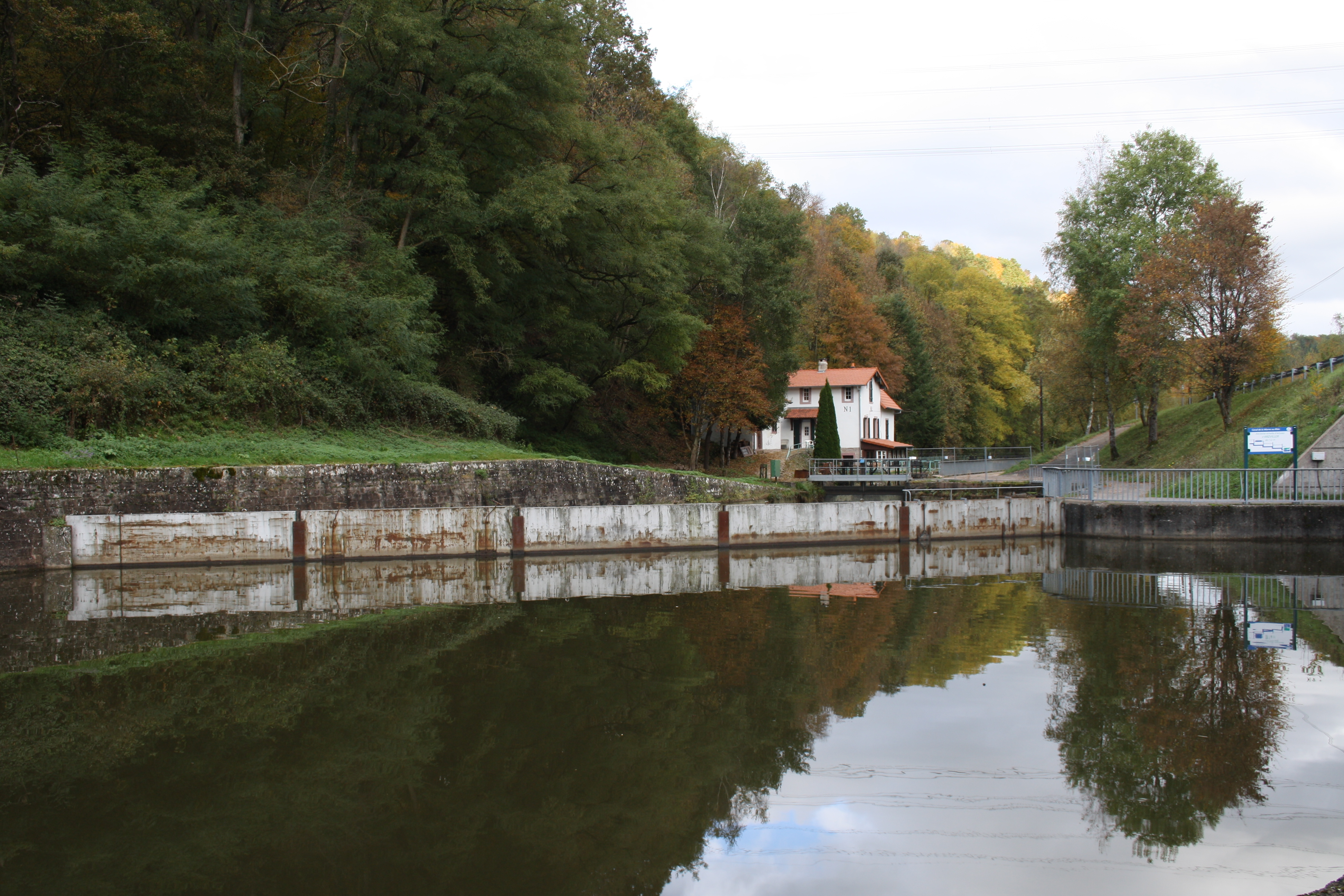
Versperrte Kanalverzweigung vor der Schleuse 1
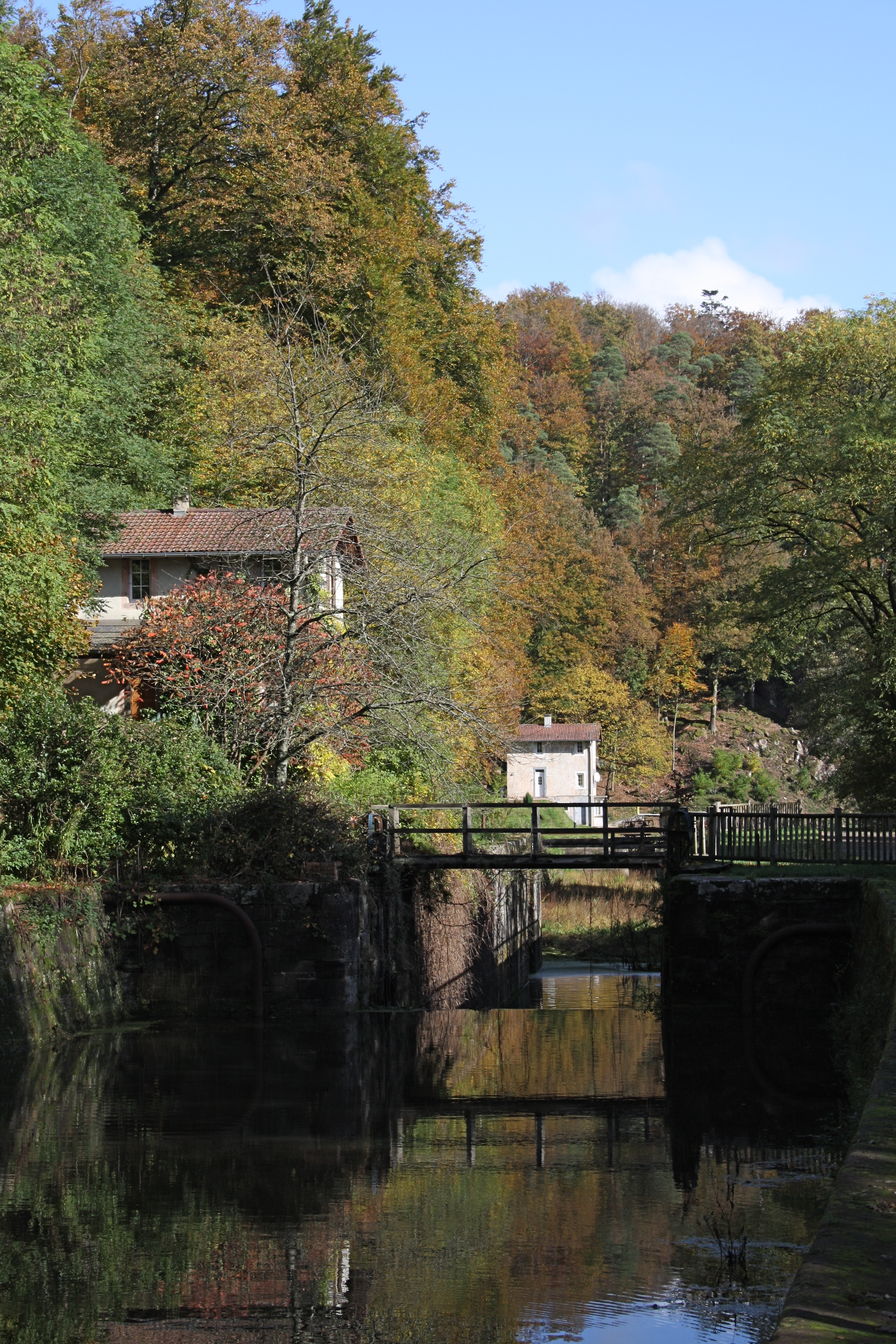
Zwischen den Schleusen 7 (vorn) und 8 (hinten) liegt ein Haltungsbecken
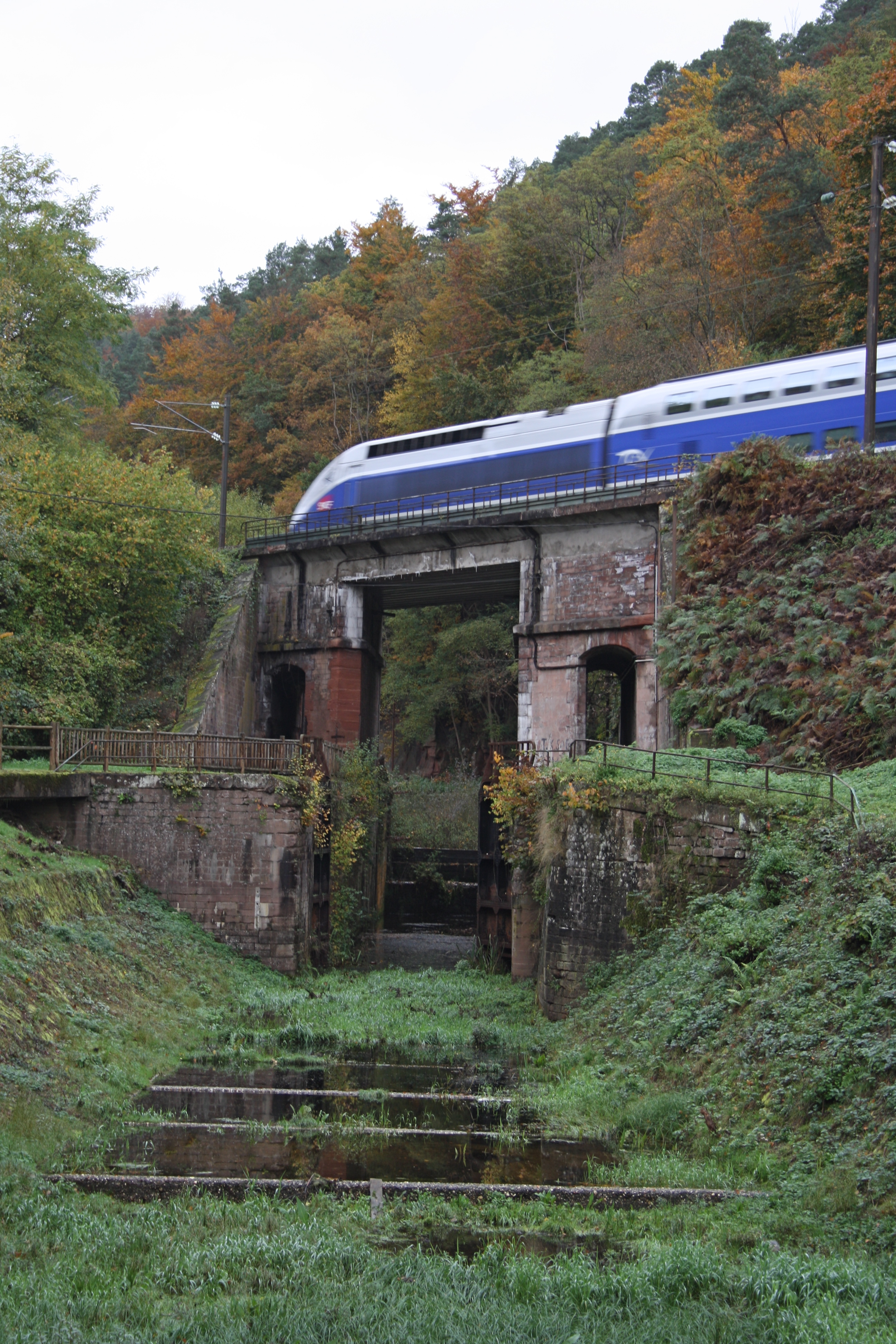
Schleuse 14 unter der Eisenbahnbrücke
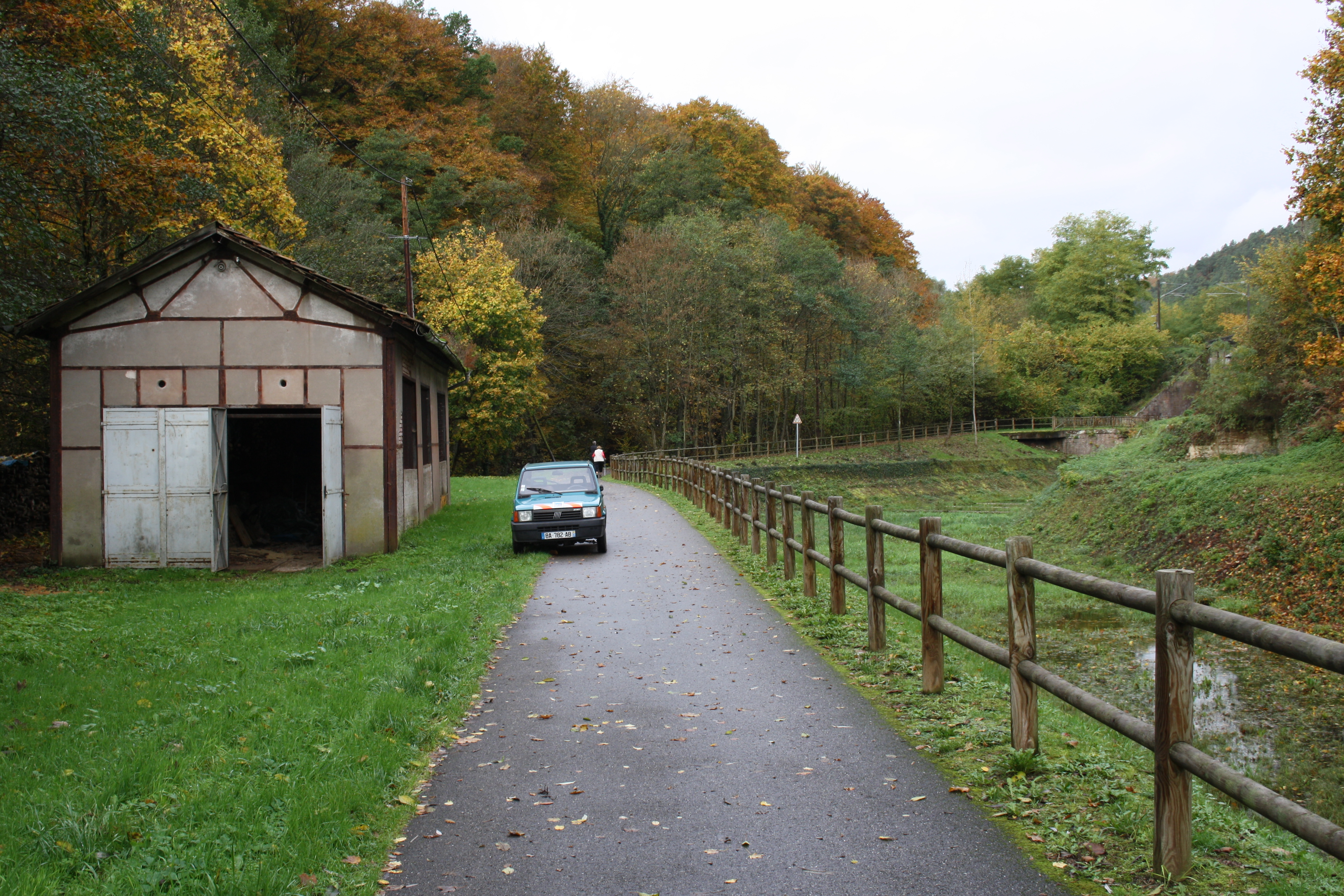
Lokomotivschuppen der Treidelbahn oberhalb Schleuse 15
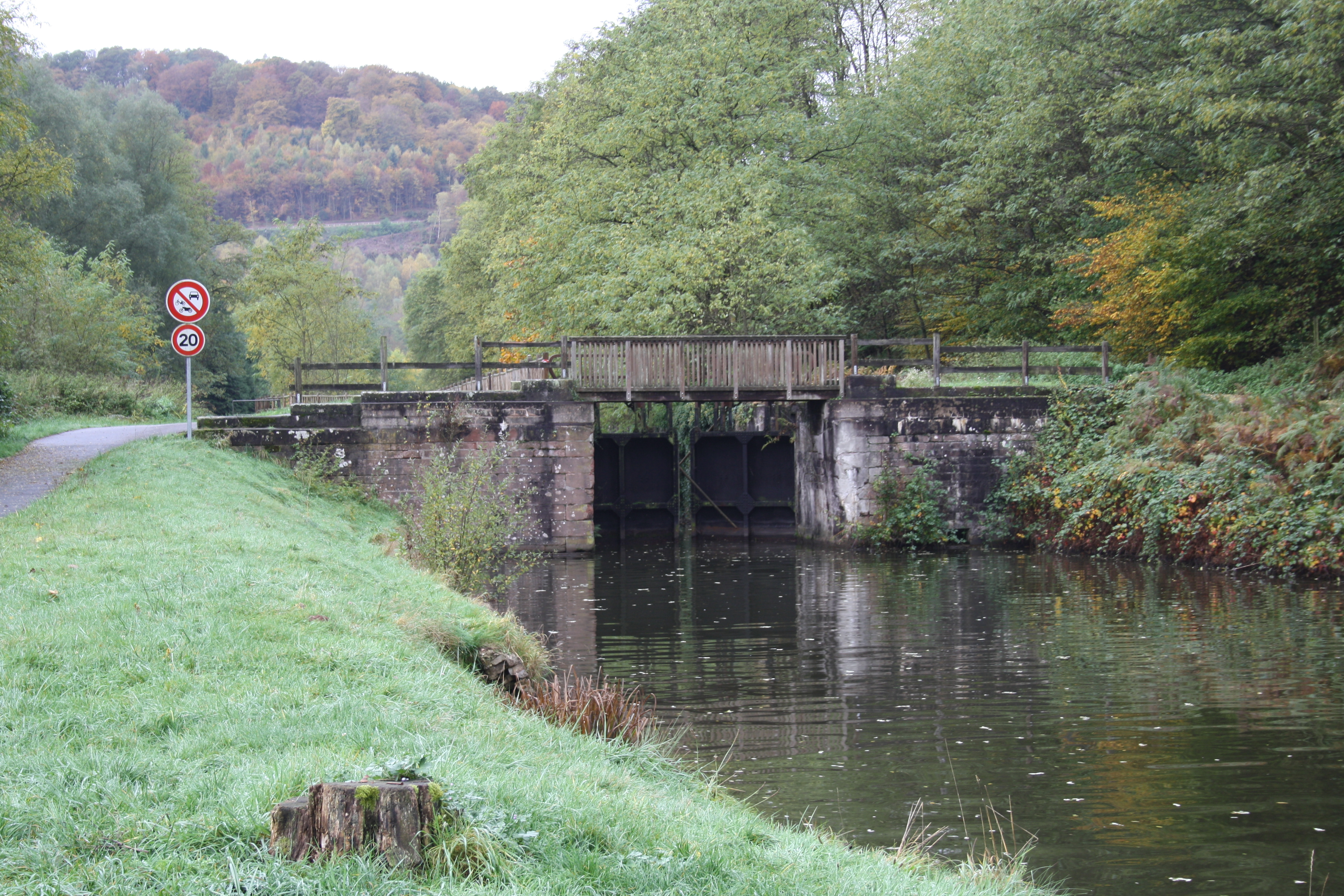
Vorletzte Schleuse Nr. 17